# Джо Ван Міллер
Джо Ван Міллер (англ. Joe Wang Miller; 3 лютого 1989, Тяньцзінь, Китай) — футболіст Північних Маріанських островів, який грає на позиції нападника в клубі Північних Маріанських островів «Тан Холдінг» та збірній Північних Маріанських островів з футболу.

## Клубна кар'єра
Джо Ван Міллер народився в Китаї, де розпочав грати у футбол в юнацькій команді клубу «Тяньцзінь Теда». У 2008 році він розпочав виступи у складі клубу з Північних Маріанських островів «Вайлд Біллс». У 2009 році Ван Міллер став гравцем клубу «Маріанас Пасифік Юнайтед», у складі якого у 2010 році став чемпіоном Північних Маріанських островів, та двічі ставав кращим бомбардиром першості країни. У 2011 році Ван Міллер став гравцем гуамського клубу «Гуам Шип'ярд», у якому грав до 2013 року. З 2013 року Джо Ван Міллер грає у північномаріанському клубі «Тан Холдінг».

## Виступи за збірну
З 2009 року Джо Ван Міллер грає у складі збірної Північних Маріанських островів. У складі збірної брав участь у Кубку Східної Азії та Кубку виклику АФК. На початок жовтня 2021 року Джо Ван Міллер зіграв 17 матчів у складі збірної, в яких відзначився 4 забитими м'ячами.